# Efferia auripila
Efferia auripila är en tvåvingeart som först beskrevs av James Stewart Hine 1916.  Efferia auripila ingår i släktet Efferia och familjen rovflugor.
Artens utbredningsområde är Texas. Inga underarter finns listade i Catalogue of Life.